# BMW Concept X1
Der BMW Concept X1 ist ein Konzeptfahrzeug, entwickelt von BMW. Es ist das erste Kompakt-SUV von BMW und wurde auf dem Pariser Autosalon im Oktober 2008 vorgestellt. Es erweiterte die BMW X-Modell-Linie, damals bestehend aus dem BMW X3 E83, X5 E70 und dem X6 E71. Der endgültige X1 E84 (Serienmodell der ersten Generation des BMW X1) wurde auf der IAA im Herbst 2009 formal vorgestellt und wurde im BMW-Werk Leipzig produziert.